# László Fischer
László Fischer (* 11. Januar 1962 in Gyula) ist ein ehemaliger ungarischer Skispringer.

## Werdegang
Fischer sprang zwischen 1978 und 1988 jährlich bei der Vierschanzentournee. Dabei konnte er jedoch zu keiner Zeit vordere Plätze erreichen. Jedoch konnte er in seinem einzigen Weltcup-Springen außerhalb der Tournee in Lake Placid am 15. Dezember 1984 mit dem 12. Platz von der Normalschanze seine ersten und einzigen Weltcup-Punkte gewinnen. Am Ende belegte er mit diesen Punkten den 64. Platz in der Gesamtwertung der Weltcup-Saison 1984/85.
Fischer trat zweimal bei Weltmeisterschaften an. Bei der Nordischen Skiweltmeisterschaft 1985 in Seefeld in Tirol sprang er von der Normalschanze auf den 43. und von der Großschanze auf den 46. Platz. 1987 in Oberstdorf erreichte er nur Platz 65 von der Normal- und Platz 61 von der Großschanze.
Nachdem Fischer beim Czech-Marusarzówna-Memorial 1988 die Ränge 19 und 22 erzielt hatte, trat er wenige Wochen später wieder auf höherer Ebene an. Allerdings belegte er bei der Skiflug-Weltmeisterschaft 1988 von der Heini-Klopfer-Skiflugschanze in Oberstdorf lediglich vorletzten Platz. Seine aktive Skisprungkarriere beendete der Ungar mit dem 90. Platz beim Weltcup-Springen in Planica Ende März 1989.

## Statistik

### Weltcup-Platzierungen
| Saison  | Platz | Punkte |
| ------- | ----- | ------ |
| 1983/84 | 064.  | 04     |

### Europacup-Platzierungen
| Saison  | Platz | Punkte |
| ------- | ----- | ------ |
| 1983/84 | 152.  | 01     |
| 1984/85 | 101.  | 07     |
| 1985/86 | 141.  | 04     |
| 1986/87 | 120.  | 02     |
| 1988/89 | 091.  | 07     |